# 世界は中島に恋をする!!
『世界は中島に恋をする!!』（せかいはなかじまにこいをする）は、池山田剛による日本の漫画作品。『Sho-Comi』（小学館）にて、2016年3・4合併号から2017年3・4合併号まで連載された。略称は「セカチュー」。本作の新章の『佐藤、私を好きってバレちゃうよ!?』についても解説する。

## 沿革
2016年1月4日に発売された『Sho-Comi』3・4合併号より連載が開始。
2016年8月5日、俳優の磯村勇斗が本作の応援団長に就任。作中でユキトが歌唱する「My Little Girl」の楽曲の制作が行われ、『Sho-Comi』の編集部と作者の池山田、大手レコード会社がYUSUKE、SHOUTA、KOHYOHの3名を選出し、その中から楽曲の歌い手を決定するオーディションを実施。同年8月21日、神奈川県のパシフィコ横浜にて開催された「ちゃおサマーフェスティバル2016」で、イベント「『世界は中島に恋をする!!』歌い手公開オーディション＆超人気ゲスト登場SPステージ!!」を行い、そこで最終審査が行われた。
同年11月20日に発売された同誌24号の付録の「プレミアムDVD」にて、本作がボイスコミック化される。DVDにはボイスコミックで蝶葉役を演じた江口拓也が歌唱した「My Little Girl」も収録されている。
読者からの反響により、2017年2月3日に発売された同誌5号より、新章となる『佐藤、私を好きってバレちゃうよ!?』の連載を開始。連載開始時のタイトルは『佐藤、私を好きってバレちゃうよ(＞///＜)』。略称は「好きバレ!?」。
2017年、池山田のデビュー15周年を記念した企画が7月20日発売の同誌16号で行われた。『佐藤、私を好きってバレちゃうよ!?』の特別編が掲載され、池山田の他作品のキャラクターが登場している。

## 登場人物
声の項はボイスコミックでの声優。
中島 羽咲（なかじま うさぎ）
声 - 加藤英美里
主人公。初登場時の年齢は15歳。女の子ながら175センチメートルの長身とショートヘアのため、学園では王子様のように見られている。
幼い時に生き別れた義理の兄で初恋の人・ユキトを探すため、芸能界に入ることを決意。親友の美虎都の協力でアイドル歌手を目指す。
木村 美虎都（きむら みこと）
もうひとりの主人公。羽咲の同級生。羽咲とは対照的にロングヘアの小柄な美少女で、学園ではお姫様のように見られている。
転校してきた当初は羽咲を男子だと勘違いし、羽咲の正体を知って仰天したが、羽咲とはすぐに親友になった。
偶然のきっかけで、当時アイドルの卵だったユキトと運命の出会いをする。また、羽咲と共にユニットを組んでアイドル歌手を目指す。
佐藤 蝶葉（さとう あげは）
声 - 江口拓也
羽咲の彼氏。物静かな雰囲気の少年で、同級生の羽咲にも敬語で話すが、その心には誰よりも熱い情熱を秘めており、中1の時から一途に羽咲を想い続けている。
羽咲にふさわしい男になるため、GIプロダクションが企画したオーディションに参加する。日舞の家元の息子で、ピアノの名手でもある。
中学時代は羽咲よりもずっと身長が低かったが、高校時代には羽咲よりも高くなっている。
美守 ユキト（みもり ユキト）
羽咲の義理の兄。初登場時の年齢は17歳で、日本を代表するトップアイドルになっている。
幼い時に生き別れた義理の妹で初恋の人・羽咲を探し続け、その最中に美虎都と運命の出会いをする。美虎都のことを「とらちゃん」と呼んでいる。
神木 将馬（かみき しょうま）
声 - 中島ヨシキ
羽咲の元彼。美形ではあるが自己中心的な性格のナルシストで、何事も自分がトップでなければ気が済まない。
羽咲の身長が自分よりも高くなったという理由で彼女を捨てた過去があり、羽咲の新しい彼氏になった蝶葉に対しても対抗意識を抱く。
橋本 辰生（はしもと たつき）
羽咲たちの同級生。お調子者の性格で、美虎都の親衛隊隊長を自称しているが、美虎都からは嫌がられている。
大神 遼（おおかみ りょう）
ユキトの友人で彼のパートナー的存在。穏健な性格で、ユキトのフォロー役に徹している。
南 一清（みなみ かずきよ）
ユキトが所属する業界最大手の芸能事務所・GIプロダクションの社長。後に蝶葉もユキトと同じユニットのメンバーになる。
錦織 春香（にしこり はるか）
羽咲と美虎都が所属する芸能事務所・パルプロの女性社長。
島崎 琴里（しまざき ことり）
羽咲と同年代の新人女優。「佐藤」から登場。見た目は美人で男子からの人気は高いが、性格はかなり腹黒い。
蝶葉のことを気に入り、様々な手段を使って羽咲と蝶葉を別れさせようと企てる。

## 書誌情報
- 池山田剛 『世界は中島に恋をする!!』 小学館〈少コミフラワーコミックス〉、全5巻
  1. 2016年4月26日発売[1][2]、ISBN 978-4-09-138426-3
  2. 2016年7月22日発売[9]、ISBN 978-4-09-138500-0
  3. 2016年10月26日発売[10]、ISBN 978-4-09-138740-0
  4. 2016年12月26日発売[11]、ISBN 978-4-09-138750-9
  5. 2017年4月26日発売[12]、ISBN 978-4-09-139161-2
- 池山田剛 『佐藤、私を好きってバレちゃうよ!?』 小学館〈少コミフラワーコミックス〉、全4巻
  1. 2017年5月26日発売[13][7]、ISBN 978-4-09-139365-4
  2. 2017年8月25日発売[14]、ISBN 978-4-09-139518-4
  3. 2017年11月24日発売[15]、ISBN 978-4-09-139767-6
  4. 2018年3月26日発売[16]、ISBN 978-4-09-870010-3